# Carlo I di Lorena

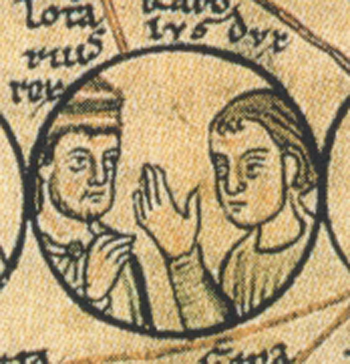
Carlo e suo fratello Lotario nella Chronica sancti Pantaleonis

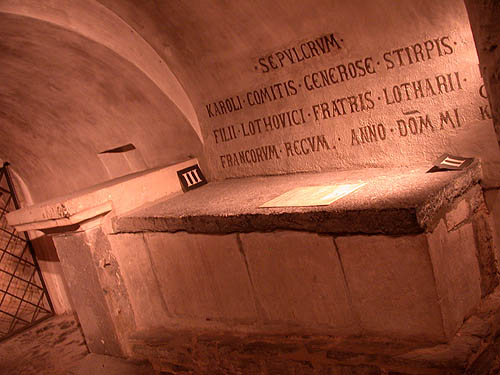
La tomba di Carlo nella Basilica di San Servazio a Maastricht

Carlo di Laon o Carlo I di Lorena (Laon, 953 – Orléans, 22 giugno 991/2) fu Duca della Bassa Lorena (Lotaringia) dal 977 fino alla sua morte.

## Origine
Secondo i Flodoardi Annales era il figlio maschio quartogenito del re dei Franchi occidentali, Luigi IV d'Oltremare e di Gerberga di Sassonia, figlia terzogenita del duca di Sassonia e re dei Franchi orientali, Enrico I di Sassonia (876 – 936), come conferma il Richeri Historiæ I, e della sua seconda moglie, Matilde di Ringelheim (890 – 968); infatti come ci riporta il Liudprandi Antapodosis IV, Gerberga era sorella del Re di Germania, Ottone I, che, a sua volta, secondo il Widukindi Res Gestæ Saxonicæ era figlio di Enrico I e Matilde.
Luigi IV d'Oltremare, secondo la Genealogiae Comitum Flandriae, era figlio del re dei Franchi occidentali, Carlo III il Semplice e della principessa Eadgifu d'Inghilterra (856 – 903), figlia del Re del Wessex, considerato anche uno dei primi re che riunì sotto il suo scettro tutti gli Anglosassoni, Edoardo il Vecchio, e della sua seconda moglie Elfleda, come riferisce Guglielmo di Malmesbury nelle sue cronache († 920), figlia del conte (Ealdorman of Wiltshire) Etelelmo († 897) e della moglie Elswita, di cui non si conoscono gli ascendenti.
Carlo era il fratello minore del re dei Franchi occidentali, Lotario IV, come ci confermano le Gesta Episcoporum Cameracensium.

## Biografia
Carlo, come confermano i Flodoardi Annales aveva un fratello gemello, Enrico, che morì poco dopo la nascita.
Nel 976, secondo ancora i Flodoardi Annales, Carlo, figlio e fratello di re (Karolum regis filium fratrem), in Lotaringia combatté contro i Conti di Hainaut, Arnolfo, che governava la contea di Valenciennes e Goffredo I di Verdun, che governava la contea di Mons.
Secondo la storica, Rosamond McKitterick, nel suo Frankish Kingdoms under the Carolingians 751-987 (Longman, London and New York), sempre nel 976, Carlo fu allontanato dalla corte di Francia, dopo aver accusato, la cognata, Emma d'Italia, figlia di Lotario II d'Italia, la moglie di suo fratello, Lotario, di infedeltà con il Vescovo di Laon, Adalberone; secondo le Gesta Episcoporum Cameracensium, Carlo fu accolto dal cugino, l'imperatore del Sacro Romano Impero, Ottone II, che, dopo l'omaggio all'impero di Carlo, nel 977, lo nominò Duca della Bassa Lorena (Lotaringia) con la prospettiva di averlo alleato, nel caso di un eventuale scontro con il re di Francia.
Nell'agosto 978 Lotario invase la Germania e conquistò la capitale imperiale, Aquisgrana, ma non riuscì a catturare né Ottone, né Carlo. Nell'ottobre dello stesso anno, Ottone e Carlo a turno invasero la Francia, devastando la regione di Reims, Soissons e Laon. In quest'ultima città, secondo il Thietmari Merseburgensis episcopi chronicon, Carlo venne incoronato dal vescovo Teodorico I di Metz. Lotario si rifugiò a Parigi. Le armate di Ugo Capeto costrinsero però Ottone e Carlo a lasciare l'assedio il 30 novembre. Lotario e Ugo riuscirono a ricacciare gli imperiali ad Aquisgrana e ripresero possesso di Laon.
Alla morte di Lotario, nel 986, i notabili del regno elessero suo figlio Luigi V e alla morte di questi, nel 987, secondo la Hugonis Floriacensis, Historia Francorum Senonensis, Carlo era designato a succedere al nipote, ma il duca dei Franchi e conte di Parigi, Ugo Capeto, si ribellò; in un'assemblea convocata a Senlis per eleggere il nuovo re, l'arcivescovo di Reims Adalberone attaccò Carlo, perché al servizio di un re straniero e perché aveva sposato una donna di rango inferiore, che non poteva quindi diventare regina, mentre il duca dei franchi Ugo era senz'altro più adatto a ricoprire la carica di re. Ugo venne proclamato e incoronato re a Noyon il 3 luglio 987.
Carlo, non rinunciò ma rimase pretendente al trono, e diede quindi battaglia ad Ugo, prendendo possesso di Reims e Laon.
Ancora secondo la Hugonis Floriacensis, Historia Francorum Senonensis, Ugo aveva dovuto abbandonare l'assedio di Laon e non avendo possibilità di vincere contro Carlo, si accordò col vescovo di Laon, Adalberone, detto Ascelino, che, il Lunedì dell'Angelo del 991, fingendosi suo sostenitore, a tradimento, catturò Carlo e lo consegnò a Ugo Capeto; sempre la Hugonis Floriacensis, Historia Francorum Senonensis, narra che anche la moglie fu catturata con Carlo e furono tradotti a Orléans, rinchiusi in una torre dove nacquero gli ultimi due figli di Carlo, Luigi e Carlo; secondo la Richeri Historiæ liber IV oltre a Carlo e alla moglie, in prigionia a Orleans, cita il figlio Luigi, le figlie, Gerberga e Adelaide ed il nipote, Arnolfo.
Carlo morì a Orléans, tra il 991 e il 992; secondo il Sigeberti Auctarium Affligemense, nel 991 e secondo Alain Marchandisse, nel suo L'obituaire de la cathédrale Saint-Lambert de Liège (non consultato), morì il 22 giugno (X Kal Jul); secondo il Diplomata regum et imperatorumi Germaniae, tomus II, Ottonis II et III. diplomata, invece, il 6 gennaio 992, Carlo era ancora vivo in quanto viene citato dall'imperatore del Sacro Romano Impero, Ottone III, nel suo diplomata, nº 81. Ancora secondo il Sigeberti Auctarium Affligemense, nel ducato di Bassa Lorena, gli succedette il figlio primogenito, Ottone, mentre il maschio secondogenito, Luigi rimase prigioniero del vescovo Adalberone e morì dopo il 993.
Nel 1666, la tomba di Carlo nella Basilica di Servazio, a Maastricht, venne riaperta. La sua pelle ha però rivelato che venne sepolto in questa chiesa solo nel 1001.

## Matrimonio e discendenza
Carlo aveva sposato, nel 970, Adelaide, figlia di Roberto di Vermandois, Conte di Meaux e di Troyes, come indirettamente conferma il Chronico Richardi Pictavensis, quando descrive la successione a Luigi V (nel Chronico Richardi Pictavensis ed anche nella Hugonis Floriacensis, Historia Francorum Senonensis, la moglie di Carlo viene citata come la figlia del Conte di Troyes, Erberto II di Vermandois, ma secondo lo storico francese Christian Settipani, il padre non può essere Erberto, nato nel 950 circa, ma si tratta del figlio di Erberto, Roberto); Carlo e Adelaide avevano avuto 5 o 6 figli (alcuni storici, facendo riferimento al discorso di Adalberone di Reims, a Senlis, ritengono che, nel 987, Carlo avesse contratto un secondo matrimonio con una donna di rango inferiore alla contessina di Troyes):
- Ottone (970 - ca. 1013), Duca della Bassa Lorena (Lotaringia)[24]
- Ermengarda[29] (970/5- dopo il 1013), che sposò Alberto I, conte di Namur
- Gerberga[29] (975 - dopo il 1018), che sposò il Conte di Lovanio, Lamberto I, come ci confermano le Gesta Abbatum Gemblacensium[30] e la Gestorum Abbatem Trudonensium Continuatio Tertia[31]
- Adelaide † dopo il 1012)[27], identificata con Ermengarda (Ermetrude)[28]
- Luigi[21] (991 - dopo il 993)
- Carlo[21] (991 - dopo il 993)

## Albero genealogico
|                       |                      |                         | Genitori                |  |  | Nonni |  |  | Bisnonni            |  |  | Trisnonni      |  |
|                       |                      |                         |                         |  |  |       |  |  | Luigi II di Francia |  |  | Carlo il Calvo |  |
|                       |                      |                         |                         |  |  |       |  |  | Luigi II di Francia |  |  | Carlo il Calvo |  |
|                       |                      | Ermentrude d'Orléans    |                         |  |  |       |  |  | Luigi II di Francia |  |  |                |  |
| Carlo III di Francia  |                      |                         |                         |  |  |       |  |  | Luigi II di Francia |  |  |                |  |
|                       |                      | Adelaide del Friuli     | Adalardo di Parigi      |  |  |       |  |  |                     |  |  |                |  |
|                       |                      | Adelaide del Friuli     | Adalardo di Parigi      |  |  |       |  |  |                     |  |  |                |  |
|                       |                      | Adelaide del Friuli     | …                       |  |  |       |  |  |                     |  |  |                |  |
| Luigi IV di Francia   |                      | Adelaide del Friuli     |                         |  |  |       |  |  |                     |  |  |                |  |
|                       |                      | Edoardo il Vecchio      | Alfredo il Grande       |  |  |       |  |  |                     |  |  |                |  |
|                       |                      | Edoardo il Vecchio      | Alfredo il Grande       |  |  |       |  |  |                     |  |  |                |  |
|                       |                      | Edoardo il Vecchio      | Ealhswith               |  |  |       |  |  |                     |  |  |                |  |
| Eadgifu d'Inghilterra |                      | Edoardo il Vecchio      |                         |  |  |       |  |  |                     |  |  |                |  |
|                       |                      | Elfleda                 | Aethelhelm di Wiltshire |  |  |       |  |  |                     |  |  |                |  |
|                       |                      | Elfleda                 | Aethelhelm di Wiltshire |  |  |       |  |  |                     |  |  |                |  |
|                       |                      | Elfleda                 | …                       |  |  |       |  |  |                     |  |  |                |  |
| Carlo I di Lorena     |                      | Elfleda                 |                         |  |  |       |  |  |                     |  |  |                |  |
|                       | Ottone I di Sassonia | Liudolfo di Sassonia    |                         |  |  |       |  |  |                     |  |  |                |  |
|                       | Ottone I di Sassonia | Liudolfo di Sassonia    |                         |  |  |       |  |  |                     |  |  |                |  |
|                       | Ottone I di Sassonia | Oda di Billung          |                         |  |  |       |  |  |                     |  |  |                |  |
| Enrico I di Sassonia  | Ottone I di Sassonia |                         |                         |  |  |       |  |  |                     |  |  |                |  |
|                       |                      | Edvige di Babenberg     | Enrico di Franconia     |  |  |       |  |  |                     |  |  |                |  |
|                       |                      | Edvige di Babenberg     | Enrico di Franconia     |  |  |       |  |  |                     |  |  |                |  |
|                       |                      | Edvige di Babenberg     | Ingeltrude              |  |  |       |  |  |                     |  |  |                |  |
| Gerberga di Sassonia  |                      | Edvige di Babenberg     |                         |  |  |       |  |  |                     |  |  |                |  |
|                       |                      | Teodorico di Ringelheim | Reginhart di Ringelheim |  |  |       |  |  |                     |  |  |                |  |
|                       |                      | Teodorico di Ringelheim | Reginhart di Ringelheim |  |  |       |  |  |                     |  |  |                |  |
|                       |                      | Teodorico di Ringelheim | Matilda                 |  |  |       |  |  |                     |  |  |                |  |
| Matilde di Ringelheim |                      | Teodorico di Ringelheim |                         |  |  |       |  |  |                     |  |  |                |  |
|                       |                      | Rinilde di Frisia       | Godfrid di Frisia       |  |  |       |  |  |                     |  |  |                |  |
|                       |                      | Rinilde di Frisia       | Godfrid di Frisia       |  |  |       |  |  |                     |  |  |                |  |
|                       |                      | Rinilde di Frisia       | …                       |  |  |       |  |  |                     |  |  |                |  |
|                       |                      | Rinilde di Frisia       |                         |  |  |       |  |  |                     |  |  |                |  |

### Fonti primarie
- (LA)  Monumenta Germaniae Historica, Scriptores, tomus III.
- (LA)  Monumenta Germaniae Historica, Scriptores, tomus VI.
- (LA)  Monumenta Germaniae Historica, Scriptores, tomus IX.
- (LA)  Monumenta Germaniae Historica, Scriptores, tomus VII.
- (LA)  Monumenta Germaniae Historica, Scriptores, tomus VIII.
- (LA)  Monumenta Germaniae Historica, Scriptores, tomus X.
- (LA)  Monumenta Germaniae Historica, Diplomata regum et imperatorumi Germaniae, tomus II, Ottonis II et III. diplomata.
- (LA)  Recueil des historiens des Gaules et de la France. Tome 9.
- (EN)  William of Malmesbury The History of the kings of England.

### Letteratura storiografica
- Louis Halphen, Francia: gli ultimi Carolingi e l'ascesa di Ugo Capeto (888-987), in «Storia del mondo medievale», vol. II, 1999, pp. 636–661
- Louis Halphen, La Francia nell'XI secolo, in «Storia del mondo medievale», vol. II, 1999, pp. 770–806
- Austin Lane Poole, Ottone II e Ottone III, in «Storia del mondo medievale», vol. IV, 1999, pp. 112–125